# Fairey Hendon
El Fairey Hendon fue un monoplano británico, bombardero pesado de la Real Fuerza Aérea, diseñado por Fairey Aviation, y volado por primera vez en 1930. El avión sirvió en pequeñas cantidades con un escuadrón de la RAF entre 1936 y 1939. Fue el primer monoplano de ala baja de construcción totalmente metálica en entrar en servicio con la RAF.

## Diseño y desarrollo

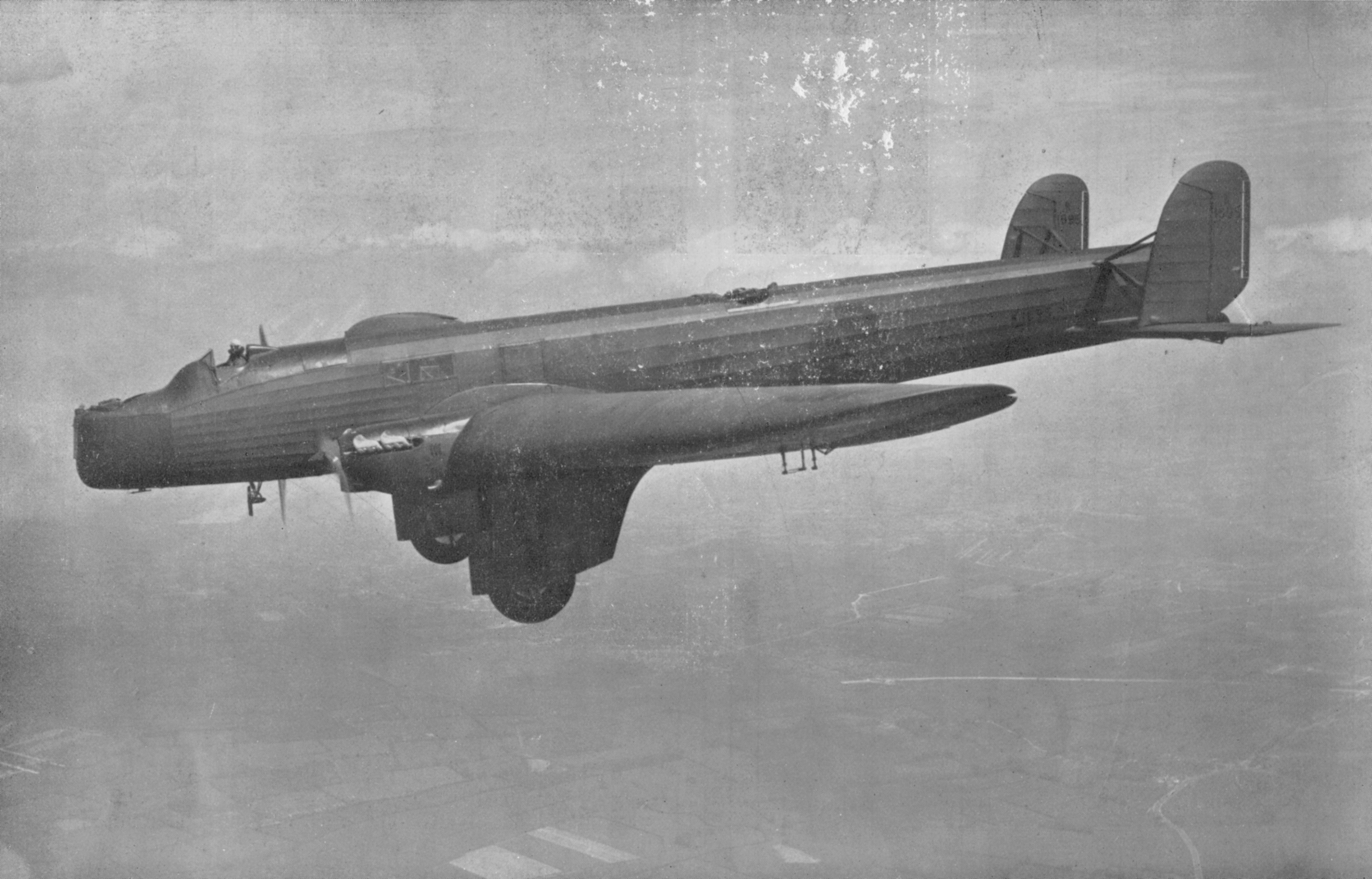
El prototipo K1695 con dos motores Rolls-Royce Kestrel de 600 hp.

El Hendon se construyó para cubrir la Especificación B.19/27 del Ministerio del Aire para un bombardero nocturno bimotor que reemplazara al Vickers Virginia, compitiendo contra el Handley Page Heyford y el Vickers Type 150. La especificación requería una autonomía de 1480 km a una velocidad de 185 km/h, con una carga de bombas de 680 kg. Para cumplir con este requisito, Fairey diseñó un monoplano cantilever de ala baja con tren de aterrizaje fijo con rueda de cola. El fuselaje tenía una estructura de tubos de acero revestida de tela, con un piloto, un operador de radio/navegante y tres artilleros, en posiciones abiertas de morro, dorsal y cola. Las bombas se transportaban en diez celdas grandes y seis más pequeñas en la sección central del fuselaje y del ala, entre los motores. Se propusieron variantes propulsadas por motores radiales o motores V12 refrigerados por líquido.
El prototipo K1695 (que fue conocido como Fairey Night Bomber hasta 1934) voló por primera vez el 25 de noviembre de 1930, desde el aeródromo Great West de Fairey en Heathrow, y estaba propulsado por dos motores radiales Bristol Jupiter VIII de 340 kW (460 hp). El prototipo se estrelló y sufrió graves daños en marzo de 1931 y fue reconstruido con dos motores Rolls-Royce Kestrel VI. Después de las pruebas, se ordenaron 14 ejemplares de producción llamados Hendon Mk.II. Estos fueron construidos por la fábrica de Fairey en Stockport a finales de 1936 y principios de 1937, y volaron desde el aeródromo de Barton, Mánchester. Los pedidos de otros sesenta Hendon se cancelaron en 1936, ya que el prototipo del primero de la siguiente generación de bombarderos pesados británicos, el Armstrong Whitworth Whitley, había volado y mostrado un rendimiento mucho mayor. El Hendon Mk.II estaba propulsado por dos motores Rolls-Royce Kestrel VI. El Hendon Mk.II de producción incluía una cabina cerrada para el piloto y el navegante.

## Historia operacional

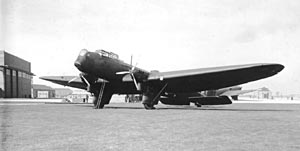
Un Fairey Hendon del Escuadrón N.º 38.

El modelo se retrasó debido al accidente y a la reconstrucción del prototipo, y el Heyford recibió la mayoría de los pedidos para reemplazar a los bombarderos pesados de la RAF. El Hendon entró en servicio tres años después. La única unidad equipada con Hendon, el Escuadrón 38, comenzó su servicio operativo en RAF Mildenhall en noviembre de 1936, reemplazando a los Heyford, y posteriormente se trasladó a RAF Marham, Norfolk. Más tarde, los Hendon pasaron al Escuadrón 115, que se formó a partir del Escuadrón 38. El modelo pronto quedó obsoleto y fue reemplazado a finales de 1938 por el Vickers Wellington. Para enero de 1939, los Hendon se habían retirado y se utilizaron para realizar tareas de instrucción en tierra, incluida la escuela de radio en RAF Cranwell.

## Variantes
Hendon Mk.I
Prototipo, uno construido.
Hendon Mk.II
Variante de producción, con dos motores Rolls-Royce Kestrel VI, 14 construidos.

## Operadores
Reino Unido
- Real Fuerza Aérea

## Accidentes e incidentes
De los 14 Hendon II, sólo dos se perdieron en accidentes:
- Diciembre de 1937: el K5091 se estrelló al aterrizar en RAF Marham.
- Noviembre de 1938: el K5095 se estrelló en RAF Marham. Este accidente ocurrió cuando dos aviadores, sin entrenamiento de vuelo, tomaron el avión sin permiso y lo hicieron entrar en pérdida a 50 m (150 pies).[8]

## Especificaciones (Hendon II)
Referencia datos: The British Bomber since 1914; Fairey Aircraft since 1915

### Características generales
- Tripulación: Cinco
- Longitud: 18,5 m (60,8 ft)
- Envergadura: 31 m (101,8 ft)
- Altura: 5,7 m (18,7 ft)
- Superficie alar: 106,5 m² (1146,4 ft²)
- Peso vacío: 5794 kg (12 770 lb) [9]
- Peso cargado: 9072 kg (19 994,7 lb) [9]
- Planta motriz: 2× motor lineal V12 refrigerado por agua Rolls-Royce Kestrel VI.
  - Potencia: 450 kW (620 HP; 612 CV) cada uno.
- Hélices: Tripala metálica de paso fijo

### Rendimiento
- Velocidad máxima operativa (Vno): 245 km/h (152 MPH; 132 kt) a 4600 m (15 000 pies)
- Velocidad crucero (Vc): 214 km/h (133 MPH; 116 kt) a 4600 m (15 000 pies)
- Alcance: 2190 km (1183 nmi; 1361 mi)
- Techo de vuelo: 6500 m (21 325 ft)
- Régimen de ascenso: 4,8 m/s (945 ft/min)
- Carga alar: 85 kg/m² (17,4 lb/ft²)
- Potencia/peso: 0,10 kW/kg (0,06 hp/lb)
- Tiempo a altitud: 9 min 12 s para 2000 m (6500 pies)

### Armamento
- Ametralladoras: 

  - 3x Lewis de 7,7 mm en posiciones de morro, dorsal y de cola
- Bombas: 753 kg

## Aeronaves relacionadas

### Desarrollos relacionados
- Avro 613, competidor por el requerimiento B.19/27

### Aeronaves similares
- Handley Page Heyford
- Túpolev TB-3